# 舞出長五郎
舞出 長五郎（まいで ちょうごろう、明治24年（1891年）9月8日 - 昭和39年（1964年）7月15日）は、日本の経済学者。経済学博士。東京大学名誉教授。日本学士院会員。五女は政治評論家三宅久之の兄で元福島大学経済学部教授三宅皓士の妻。

## 経歴
神奈川県出身。幸次郎の四男。
大正6年東大政治科卒業。同大学院特選給費学生を経て大正8年1月助教授に任ぜられ経済学研究のため欧米に留学。同12月経済学部教授となり経済学部長に就任。
昭和10年学術視察のため欧米に出張。昭和22年12月学位を受け昭和24年10月学士院会員に選ばれ昭和27年3月東大教授を退職。翌月学習院大学教授となり政経学部長を依嘱さる。

## 人物
厚木中学、一高を経て東京帝国大学では高野岩三郎に師事する。
1938年4月、土方成美の後任として経済学部長に就任。このとき舞出は同じ高野門下でありマルクス経済学の大内兵衛を中心とする派閥に属しており、前年の1937年筆禍事件で辞職をよぎなくされた矢内原忠雄とも親しかった。翌1939年の平賀粛学においては東京帝大経済学部を追われも去りもしなかった数少ない教官であった。河合栄治郎、土方の休職発令後、2月に学部長を辞任（同月に法学部長田中耕太郎も辞任している）。
太平洋戦争終了後、土方派の残党であった学部長橋爪明男・助教授難波田春夫ら国家主義派の教授陣が退陣すると、1945年9月25日再び学部長に就任（1948年9月まで）、大内・矢内原・山田盛太郎など戦時期の思想弾圧で東大経済学部を去らざるを得なかった同僚の復職に尽力した。
趣味は読書。宗教は日蓮宗。神奈川県中郡二宮町在籍。

## 家族・親族

### 舞出家
（神奈川県中郡二宮町）
- 父・幸次郎[1]
- 妻・富美江（神奈川県、実業家滝沢吉三郎（瀧澤地業（名）代表社員[2]）次女[1]） - 累代埼玉県入間郡金子村に住し農を業とし同地に於ける素封家として知らる[2]。
- 長女（小坂雄太郎に嫁す[1]）
- 次女[1]
- 三女[1]
- 四女[1]
- 五女（三宅皓士（三宅久之の兄）に嫁す[1]）

## 著書
- 『近代経済学史（上）』（岩波書店、1937年）
- 『理論経済学概要』（岩波書店、1943年、改訂1948年）
- 『経済学史』（横山正彦との共著、1955年、弘文堂）